# Cabinet Filbinger II
Land de Bade-Wurtemberg
Filbinger I Filbinger III
Le cabinet Filbinger II (en allemand : Kabinett Filbinger II) est le gouvernement du Land de Bade-Wurtemberg entre le 12 juin 1968 et le 8 juin 1972, durant la cinquième législature du Landtag.

## Majorité et historique
Dirigé par le ministre-président chrétien-démocrate sortant Hans Filbinger, ce gouvernement est constitué et soutenu par une « grande coalition » entre l'Union chrétienne-démocrate d'Allemagne (CDU) et le Parti social-démocrate d'Allemagne (SPD). Ensemble, ils disposent de 97 députés sur 127, soit 76,4 % des sièges du Landtag.
Il est formé à la suite des élections régionales du 28 avril 1968.
Il succède donc au cabinet Filbinger I, constitué et soutenu par la même coalition.
Lors de ce scrutin, le SPD recule de plus de huit points tandis que le Parti national-démocrate d'Allemagne (NPD) perce à 9,8 %. Ce résultat s'explique par le climat de tension sociale né des mouvements étudiants. Bien qu'il puisse former une « coalition noire-jaune » majoritaire avec le Parti populaire démocratique (FDP/DVP), Filbinger fait le choix de poursuivre sa coopération avec les sociaux-démocrates.
Lors des élections régionales du 23 avril 1972, les chrétiens-démocrates et le SPD progressent tous deux de plus de huit points. Une telle avancée permet à la CDU de remporter la majorité absolue en voix et sièges, une première depuis la fondation du Land, en 1952. Les sociaux-démocrates rejoignent les libéraux dans l'opposition, tandis que Hans Filbinger constitue son troisième gouvernement.

## Composition
- Les nouveaux ministres sont indiqués en gras, ceux ayant changé d'attributions en italique.

| Poste                                                                         | Titulaire | Titulaire         | Parti |
| ----------------------------------------------------------------------------- | --------- | ----------------- | ----- |
| Ministre-président                                                            |           | Hans Filbinger    | CDU   |
| Vice-ministre-président Ministre de l'Intérieur                               |           | Walter Krause     | SPD   |
| Ministre de l'Éducation                                                       |           | Wilhelm Hahn      | CDU   |
| Ministre de la Justice                                                        |           | Rudolf Schieler   | SPD   |
| Ministre des Finances                                                         |           | Robert Gleichauf  | CDU   |
| Ministre de l'Économie                                                        |           | Hans-Otto Schwarz | SPD   |
| Ministre de l'Alimentation, de l'Agriculture, de la Viticulture et des Forêts |           | Friedrich Brünner | CDU   |
| Ministre du Travail et des Affaires sociales                                  |           | Walter Hirrlinger | SPD   |
| Ministre des Affaires fédérales                                               |           | Adalbert Seifriz  | CDU   |